# Kamieniołom w Jaroszowie
Kamieniołom w Jaroszowie – nieczynny kamieniołom we wsi Jaroszów w województwie śląskim, w powiecie myszkowskim, w gminie Żarki. Znajduje się w lesie, około 320 m na północ od drogi z Jaroszowa do Przybynowa. Prowadzi do niego leśna droga odchodząca od niej na granicy lasu w kierunku północno-zachodnim. Pod względem geograficznym jest to obszar Wyżyny Częstochowskiej.
Wydobywano tutaj wapienie pochodzące z późnej jury. Znaleziono w nich liczne szkielety amonitów i belemnitów. Zachowały się dwa wyrobiska. Wydobywane w nich wapienie wykorzystywano w okolicznych wioskach do celów budowlanych. Obecnie wyrobisko kamieniołomu jest porośnięte lasem. Na niewielkiej i bezdrzewnej polance zamontowano tablicę informacyjną, ale w 2024 r. również ta polanka już zarasta.

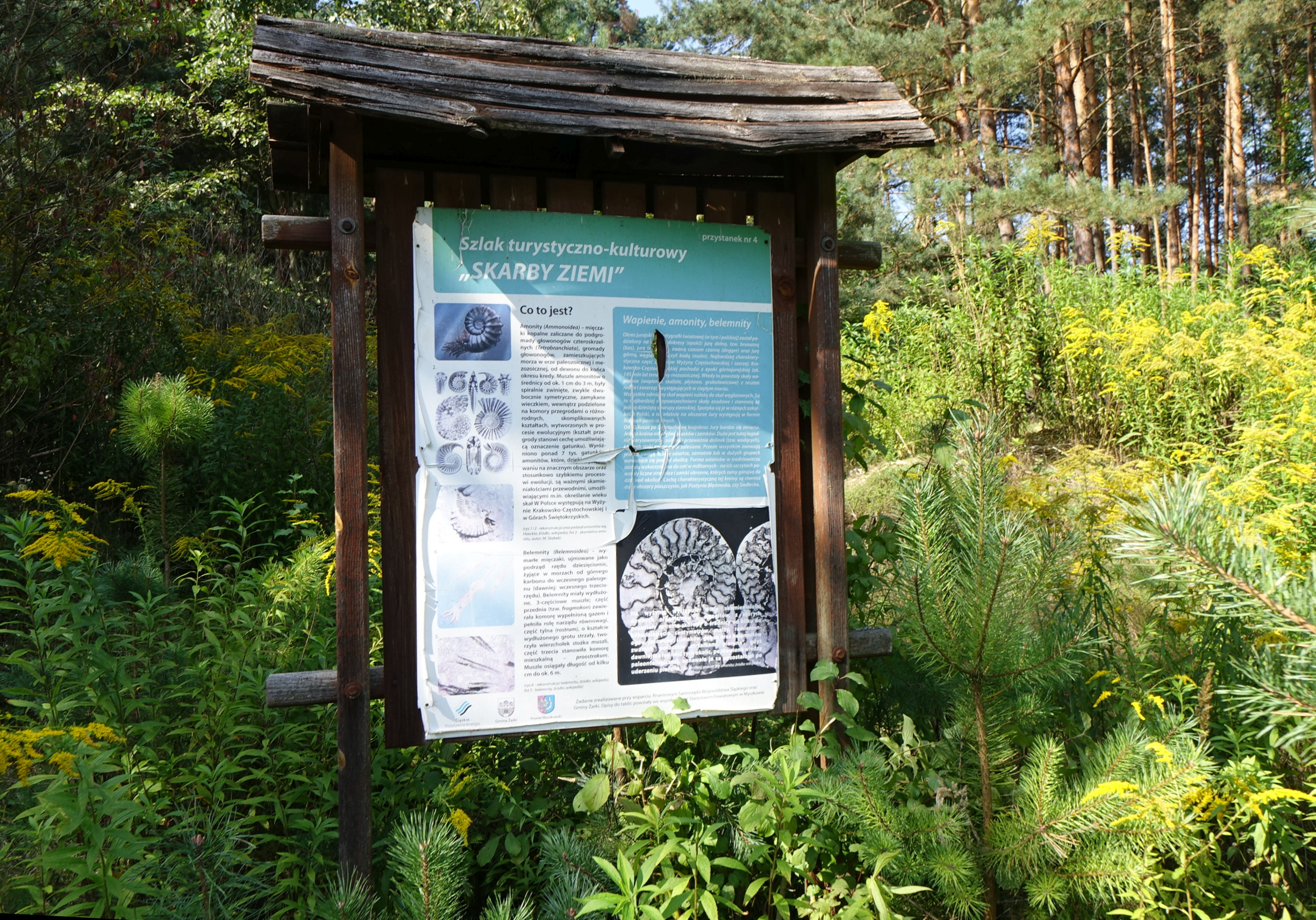
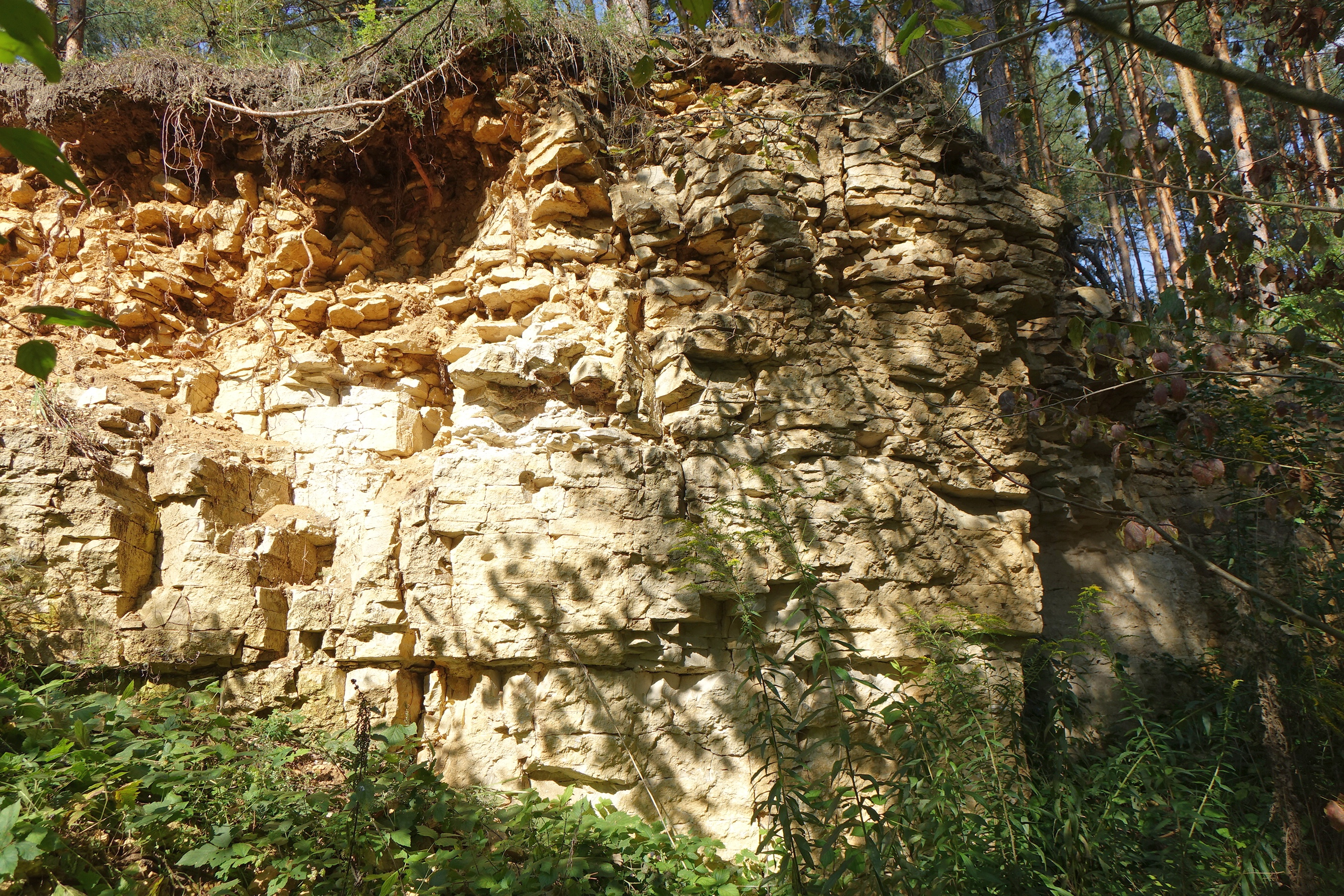
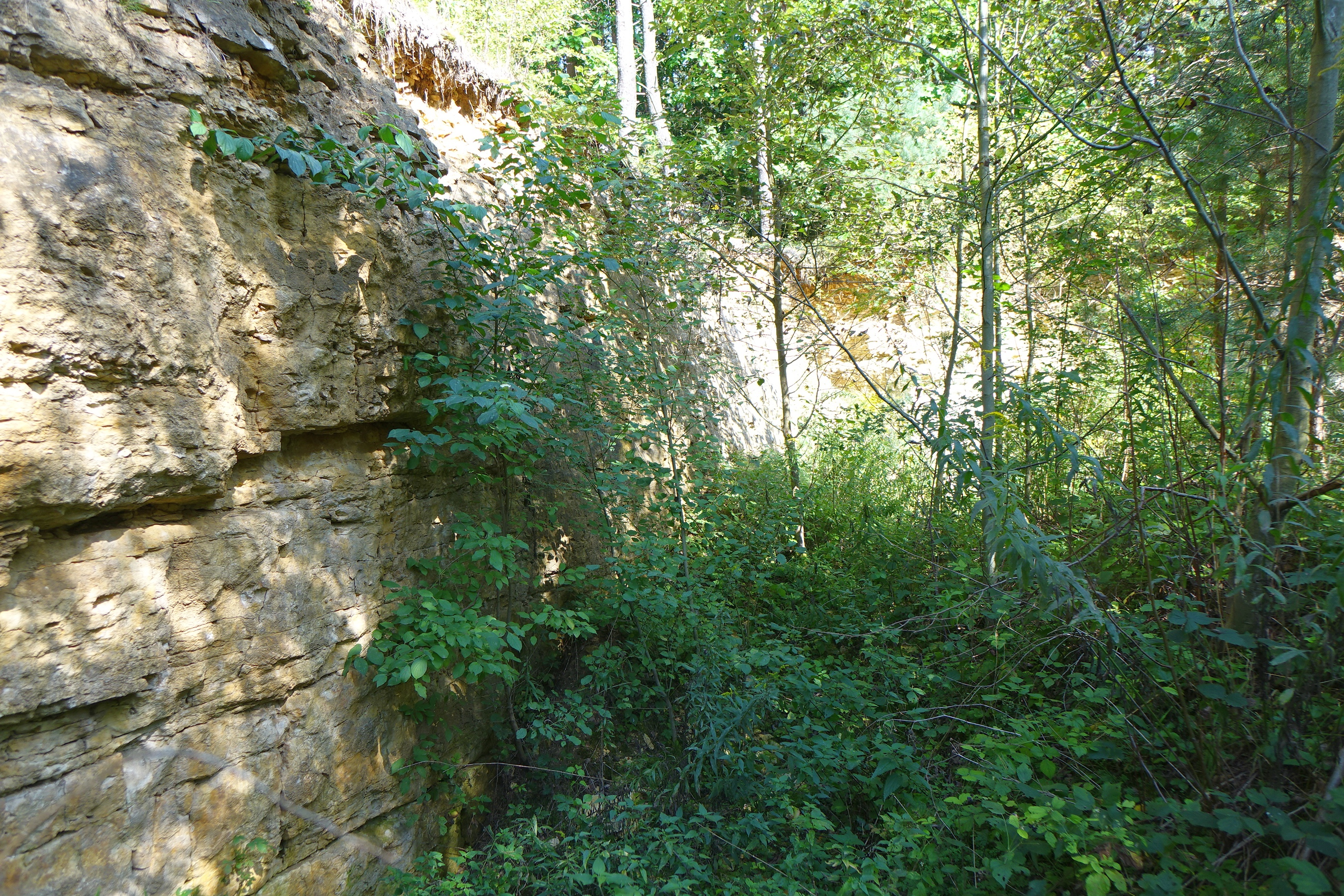
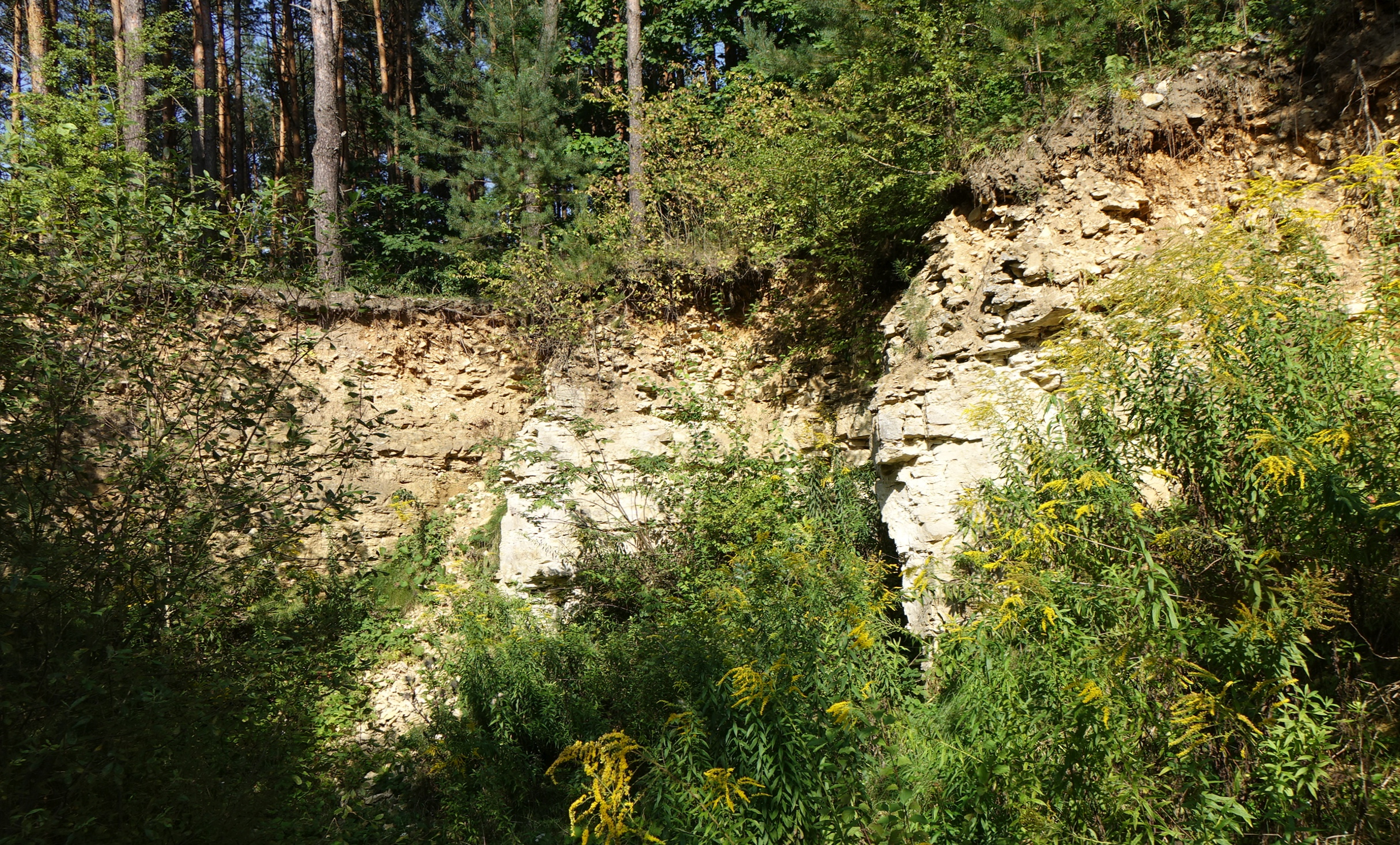
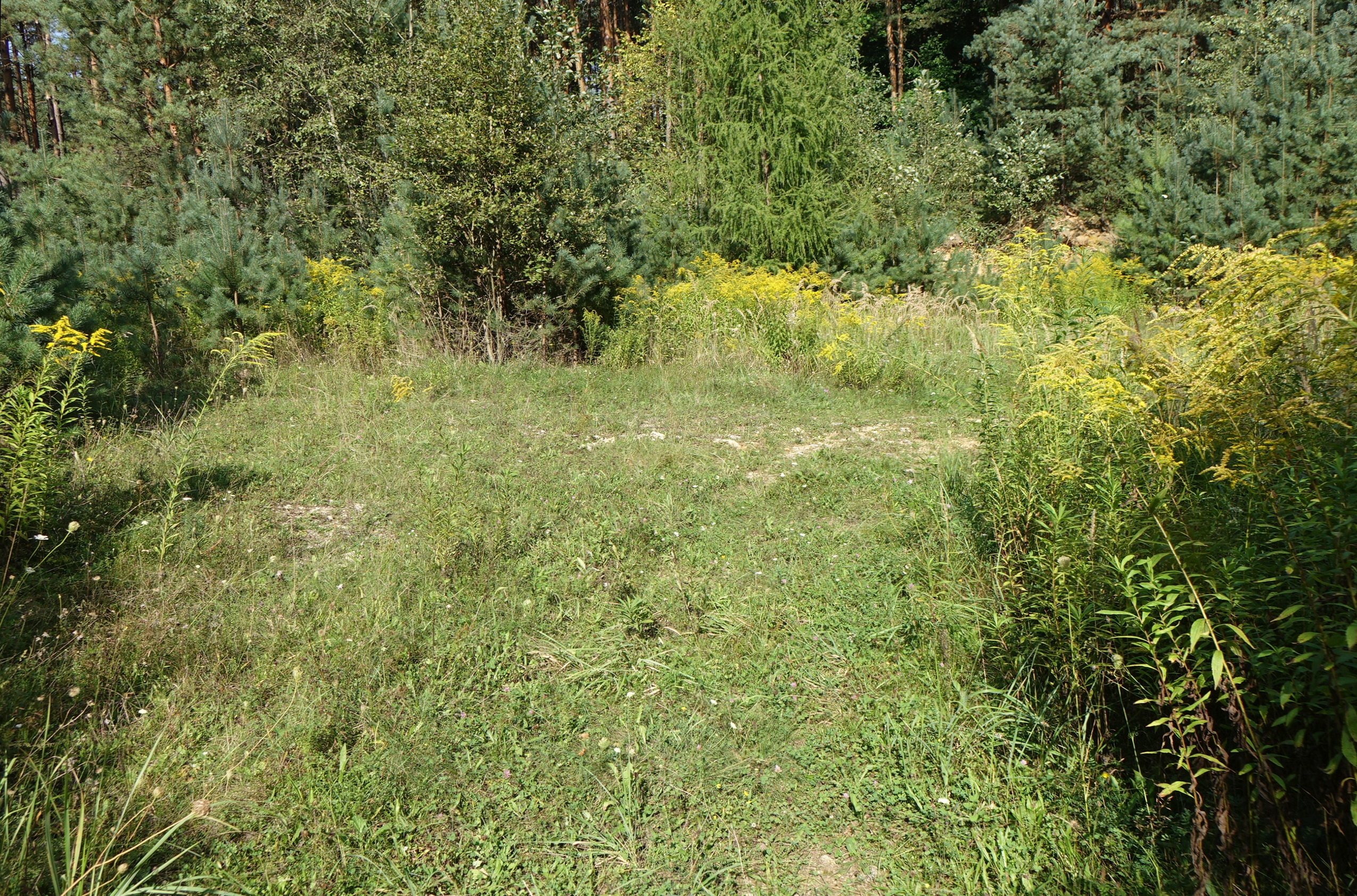